# Școala de la Târgoviște
Școala de la Târgoviște este denumirea unui grup de scriitori reuniți ideatic în jurul cvartetului  Mircea Horia Simionescu,  Radu Petrescu, Costache Olăreanu și Tudor Țopa, numită astfel pentru că cei patru s-au întalnit în Târgoviște, deși doar primul era originar din fosta capitală valahă.

## Precursori
Poate că denumirea ar fi fost mai mult decât justificată cu mult timp înainte, cuprizând începuturile culturale ale Țării Românești, cu Stoica Ludescu, autorul Letopisețului Cantacuzinesc, continuând cu familia poeților Văcărești (Ienăchiță Văcărescu, Alecu Văcărescu, Nicolae Văcărescu, Iancu Văcarescu și Elena Văcărescu), când capitala țării era la Târgoviște, și cu grupul care a contribuit din plin la constituirea statului român modern, după unirea din anul 1859, și anume Ion Heliade-Rădulescu (primul președinte la Academia Română), Grigore Alexandrescu, Ion Ghica (președinte la Academia Română în patru mandate), Vasile Cârlova etc.

## Continuatori
Este meritoriu pentru reprezentanții actuali ai culturii târgoviștene, care nu numai că reușește să păstreze nivelul, dar chiar a dezvoltat influența acestei școli literare și artistice, extinzându-se și în alte zone adiacente, incluzând printre acestea și Bucureștiul, dar și în străinătate, menționând în special grupurile de la Chișinău și din Serbia. 
Școala de la Târgoviște, în contextul ei actual, are și o infrastructură corespunzătoare, precum Societatea Scriitorilor Târgovișteni (președinte Mihai Stan), Revista LITERE (director Tudor Cristea), Salonul literar (condus de Mihai Stan), Editura Bibliotheca (director Mihai Stan) etc.
Grupul de scriitori, care se consideră continuatorii Școlii de la Târgoviște, sunt prezentați în lucrarea cu același nume scrisă de către criticul și istoricul literar George Toma VESELIU. Autorul prezintă 87 de scriitori într-o lucrare de format monumental, având 620 de pagini, stârnind un justificat interes în rândul confraților scriitori prezenți sau nu în această oglindă a unui fenomen literar contemporan remarcabil.
Lucrarea a fost lansată la Târgul de carte Gaudeamus de la București, la ediția din anul 2016 și s-a bucurat de un mare succes atât la specialiști cât și la public..
Reprezentanți: Mihai Stan, Tudor Cristea, George Coandă, Barbu Cioculescu, Victor Petrescu, Alexandru George, George Anca, Mihai Cimpoi, Daniel Drăgan, Henri Zalis, Florentin Popescu, Gheorghe Buluță, Nicolae Dabija, Corin Bianu, Dan Gîju, Vali Nițu, Toma George Veseliu, Emil Vasilescu, Nicolae Vasile, Corneliu Berbente etc.